# Balc
Balc (Hongaars: Bályok) is een Roemeense gemeente in het district Bihor.
Balc telt 3281 inwoners, hiervan is 20 procent Hongaars en 16% Roma. In het hoofddorp zijn de Hongaren nipt in de meerderheid met 50,1% van de bevolking.
In de omgeving ligt ten zuiden van Balc ook een grote plaats met veel Hongaren: Suplacu de Barcău. Ten oosten van de gemeente begint het district Sălaj.

## Dorpen en bevolking
- Almașu Mare (Kozma-almás) 813 inwoners
- Almașu Mic (Szalárdalmás) 386 inwoners
- Balc (Bályok) 1339 inwoners (671 Hongaren, 389 Roemenen en 256 Roma)
- Ghida (Berettyódéda) 163 inwoners
- Săldăbagiu de Barcău (Szoldobágy) 580 inwoners.